# Mrisen (Wonosalam)
Mrisen is een bestuurslaag in het regentschap Demak van de provincie Midden-Java, Indonesië. Mrisen telt 2727 inwoners (volkstelling 2010).